# Seznam geoloških značilnostih na asteroidu Ida in luni Daktil
Seznam geoloških značilnosti na asteroidu 243 Ida in njegovi luni Daktil. 

## Ida

### Področja (regiones)
Področja (latinsko regiones) so geološko različne površine, ki se na asteroidu Ida imenujejo po odkritelju asteroida in krajih, kjer je deloval. 
| Področje     | Imenovano po  |
| ------------ | ------------- |
| Palisa Regio | Johann Palisa |
| Pola Regio   | Pulj, Hrvaška |
| Vienna Regio | Dunaj         |

### Grebeni (dorsa)
Edini imenovani greben (latinsko dorsum, množina dorsa) na asteroidu Ida je Townsend Dorsum, imenovan po Timu E.Townsendu, ki je bil član Galileo Imaging Teama. 

### Kraterji
Kraterji se imenujejo po znanih jamah na površini Zemlje. 
| Krater       | Imenovan po                             |
| ------------ | --------------------------------------- |
| Afon         | Novy Afon Cave, Abhazija                |
| Atea         | Atea Cave, Papua Nova Gvineja           |
| Azzurra      | Azzurra Grotto, Italija                 |
| Bilemot      | Bilemot Cave, Koreja                    |
| Castellana   | Castellana Cave, Italija                |
| Choukoutien  | Choukoutien, Ljudska republika Kitajska |
| Fingal       | Fingal's Cave, UK                       |
| Kartchner    | Kartchner Caverns, AZ, ZDA              |
| Kazumura     | Kazumura Cave, HI, ZDA                  |
| Lascaux      | Lascaux, Francija                       |
| Lechuguilla  | Lechuguilla Cave, NM, ZDA               |
| Mammoth      | Mammoth Cave, KY, ZDA                   |
| Manjang      | Manjang Cave, Koreja                    |
| Orgnac       | Orgnac Cave, Francija                   |
| Padirac      | Padirac Cave, Francija                  |
| Peacock      | Peacock Cave, FL, ZDA                   |
| Postojna     | Postojnska jama, Slovenija              |
| Sterkfontein | Sterkfontein, Južna Afrika              |
| Stiffe       | Stiffe Cave, Italija                    |
| Undara       | Undara Cave, Avstralija                 |
| Viento       | Viento Cave, Španija                    |

## Daktil
Kraterji se imenujejo po mitoloških daktilih iz grške mitologije.
| Krater | Imenovan po |
| ------ | ----------- |
| Acmon  | Acmon       |
| Celmis | Celmis      |